# Historia del Perú entre 1980 y 2000
Después de 12 años de Gobierno Militar (1968-1980), el Perú retornó a un régimen democrático en el año 1980, año en el que se celebraron las Elecciones generales de Perú de 1980 tras las cuales Fernando Belaúnde Terry logra su segunda reelección no consecutiva como presidente.  
En 1980 inician las acciones terroristas por medio de escaramuzas y atentados contra civiles y militares realizados por Sendero Luminoso y también, posteriormente, el MRTA (liderados por Abimael Guzmán y Víctor Polay Campos, respectivamente); los cuales se extienden por casi veinte años. Los subsiguientes gobiernos democráticos de Fernando Belaúnde y Alan García no pudieron responder adecuadamente frente a estos grupos subversivos; pero, para mediados de la década de 1990, durante el gobierno de Alberto Fujimori, se logró desarticular a Sendero Luminoso con la captura de su líder y la cúpula de la organización terrorista por parte del GEIN. 
En 1992, Alberto Fujimori disuelve el Congreso y realiza un autogolpe de Estado. Como resultado, su régimen se convierte en una dictadura civil conocida como el fujimorato. Este gobierno caracterizado por la implementación de políticas neoliberales culminó a mediados del año 2000, en medio de un gran rechazo popular y fuertes denuncias de corrupción. Tras la fuga de Fujimori a Japón, fue establecido un gobierno de transición encabezado por Valentín Paniagua.

## Antecedentes
El general Juan Velasco Alvarado dio un golpe de Estado el 3 de octubre de 1968 y proclamó una dictadura militar conocida como el Gobierno Revolucionario de la Fuerza Armada. Expropió casi todas las empresas privadas del Perú, aisló al país del mercado externo y rechazó pagar la deuda externa del Estado por 11 años. Durante esta dictadura, aumentó la tasa de importaciones a más del 300% a vehículos y prohibió el libre intercambio de divisas extranjeras.
Las empresas estatales fueron precarias y llenadas con miles de empleados públicos que eran familiares de los militares. Los vehículos particulares eran considerados como «artículos de lujo» y no como instrumentos de trabajo, además que eran vendidos a tasas exorbitantes. La supuesta sustitución de importaciones a través de la industrialización de país fue un engaño. A lo máximo que se llegó fue a ensamblar 2 marcas de vehículos que resultaron exageradamente más caros que importarlos desde su país de origen. Tal es el caso de los autos de marcas Volkswagen y Toyota. Las pocas empresas manufactureras fueron monopólicas, con productos de baja calidad y alto precio debido a que no había incentivo a la inversión ni a la competencia entre empresas del mismo rubro.
Los agricultores a quienes el Estado entregó las haciendas expropiadas fueron abandonados a su suerte y quedaron en manos de funcionarios que se limitaban a cobrarles impuestos. La corrupción se extendió hacia los más pobres, a quienes supuestamente pretendían proteger o reivindicar. La crisis financiera a fines de los años 1970 propició al retiro de los militares de sus cargos, no sin antes robarse las ganancias de las empresas expropiadas. Las Fuerzas Armadas convocaron a una Asamblea Constituyente para modificar la constitución del país de manera que esta contuviera el rol del Estado empresario, hecho que fue avalado por el APRA. La izquierda peruana no firmó la constitución porque significaba su fin, ya que el siguiente paso era la convocatoria a elecciones democráticas.
El daño económico, cultural, financiero y moral al país sufrido durante ese oscuro periodo, que anecdóticamente incluyó agresiones de los militares peruanos ante Chile supuestamente para recuperar Arica y Tarapacá —departamentos perdidos durante la Guerra del Pacífico—, constituyó la denominada «década perdida del Perú».

## Restauración democrática

### Segundo gobierno de Fernando Belaúnde
El gobierno de Belaunde generó muchas expectativas entre la población, ya que se trataba del retorno a la democracia tras 12 años de gobierno dictatorial. Muchas de las reformas más radicales aplicadas durante la dictadura fueron derogadas, como devolver los medios de prensa a sus propietarios originales. De esta manera, la libertad de expresión volvió a jugar un papel importante en la política peruana. 
El presidente electo se rodeó de un equipo económico liberal, liderado por Manuel Ulloa, director del diario Expreso y ministro de economía de su gobierno, que desplazó a varios de los antiguos dirigentes de Acción Popular. Las reformas económicas propuestas, sin embargo, no pudieron ser aplicadas en su mayor parte.

#### Sendero Luminoso

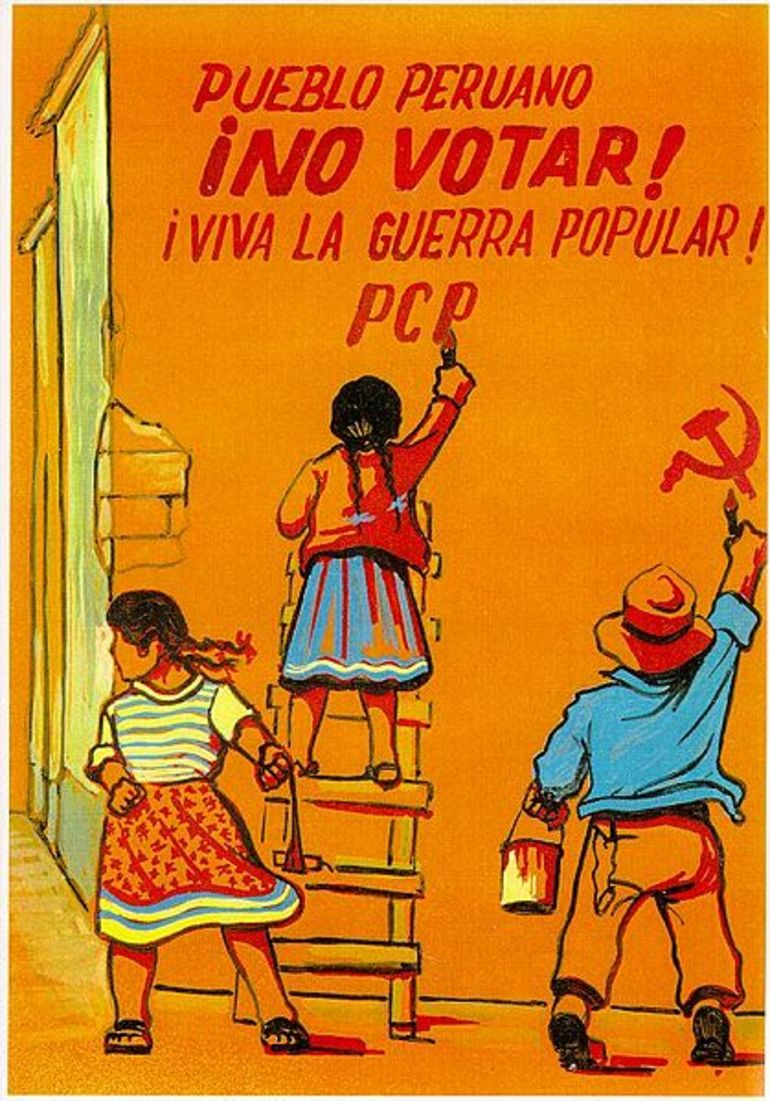
Cartel de Sendero Luminoso apoyando un boicot electoral.

El mismo año de las elecciones, el grupo terrorista maoísta llamado Sendero Luminoso, declaró, en el departamento surandino de Ayacucho, la guerra al Estado peruano. Este grupo se encontraba dirigido por Abimael Guzmán, quien había sido profesor de filosofía en la Universidad Nacional de San Cristóbal de Huamanga. El cual, durante las elecciones de 1980, declinó tomar parte de este proceso electoral al igual que algunos grupos políticos de izquierda y, en su lugar, optó por iniciar una guerra de guerrillas en las zonas altas que rodean Ayacucho. El 17 de mayo de 1980, en la víspera de las elecciones, realizó su primer atentado quemando ánforas electorales en el pueblo de Chuschi, en la provincia de Cangallo. Los perpetradores fueron rápidamente aprehendidos y se llevaron papeletas de votación adicionales para reemplazar las quemadas, por lo que las elecciones procedieron sin mayores incidentes y el acto recibió poca atención en la prensa peruana. En diciembre masacraron a perros callejeros en diversas localidades peruenas en protestas a la Reforma económica china en un episodio conocdo como Los perros de Deng Xiaoping.
A partir de los años siguientes, sendero intensificó su campaña avanzando por toda la serranía del Perú, provocando miles de víctimas entre ellos niños, mujeres, ancianos y autoridades en todos los niveles. La reacción del presidente, sin embargo, fue lenta y dubitativa: ante la escalada terrorista nunca se diseñó una estrategia antiterrorista sino simplemente se declaró el Estado de emergencia y se envió a las Fuerzas Armadas a combatir a los subversivos. Este hecho agravó el conflicto, pues los militares se entregaron a una brutal campaña represiva que costó -igualmente- miles de vidas. Pese a las acusaciones de violaciones a los derechos humanos que llegaban, el gobierno de Belaúnde no pudo frenarlas y generalmente toleró estos hechos.

#### Guerra del Falso Paquisha
El terrorismo no fue la única amenaza a la que se enfrentó el gobierno de Belaúnde. En enero de 1981, el ejército ecuatoriano invadió territorio peruano. Cuando las tropas peruanas expulsaron a los invasores, Ecuador denunció el hecho como un ataque al poblado ecuatoriano de «Paquisha». Sin embargo, el Perú demostró que ese no era el pueblo que había sido atacado. Por ello, se acusó a Ecuador de construir un «falso Paquisha» bajo la intención de confundir a la comunidad internacional y acusar al Perú de agresor. 

#### Situación política y económica
El segundo mandato de Belaúnde también estuvo marcado por el apoyo incondicional a las fuerzas argentinas durante la Guerra de las Malvinas con el Reino Unido en 1982. Esto incluyó varios aviones de combate y posiblemente personal de la Fuerza Aérea Peruana, así como barcos y equipos médicos. El gobierno de Belaúnde propuso un acuerdo de paz entre los dos países, pero fue rechazado por ambas partes, ya que ambos reclamaban la soberanía absoluta del territorio. En respuesta al apoyo de Chile al Reino Unido, Belaúnde llamó a la unidad latinoamericana.
La crisis de la deuda en México en 1982, tuvo un efecto profundo en las economías de Latinoamérica, por lo que los países de la región decidieron replantear sus políticas económicas. Entre 1982 y 1983 ocurrió el Fenómeno del Niño que golpeó fuertemente a la costa norte del país. A partir de 1983, la caída de los precios de los metales inició una preocupante crisis económica reflejada en las dificultades para el pago de la deuda externa y un fuerte aumento de la inflación y la devaluación del sol. La inflación se incrementó de un promedio de 68,21 % anual entre 1979 y 1982 a un promedio de 130,78 % entre 1983 y 1985. El 1 de febrero de 1985, el sol fue reemplazado por el inti con un valor de 1000 soles, aunque la transición monetaria concluyó recién en enero de 1986.

## Época de la crisis política y económica

### Primer gobierno de Alan García

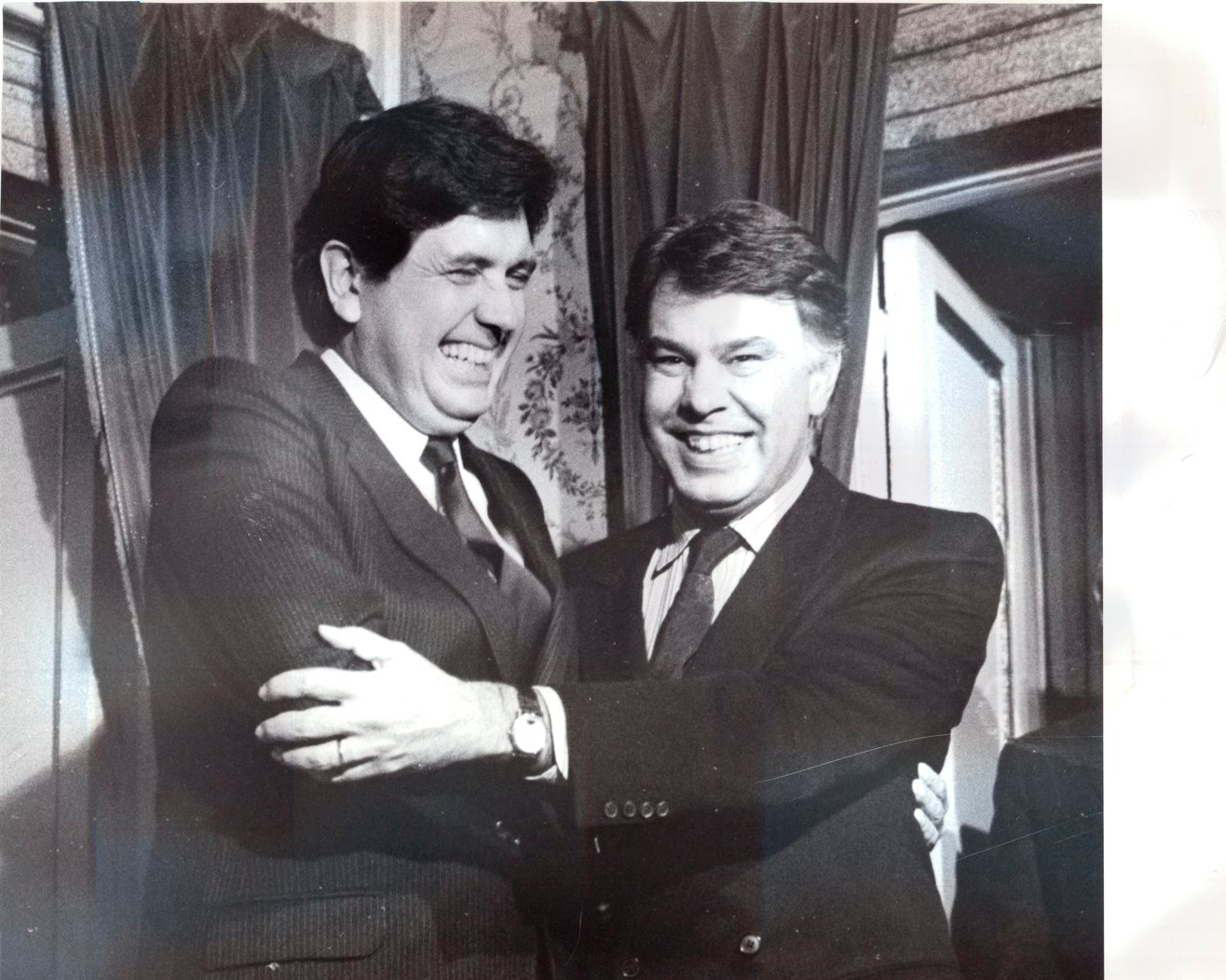
Alan García y Felipe González fotografiados en La Moncloa en enero de 1987.

#### Medidas políticas y económicas
Las elecciones de 1985 ponen por primera vez en el poder al APRA. Alan García es elegido presidente del país tras la renuncia del político izquierdista y alcalde de Lima, Alfonso Barrantes, a una segunda vuelta. Con mayoría en ambas cámaras del Parlamento, los primeros años de su gobierno se caracterizan por un «populismo de Estado» centrado en arriesgadas medidas económicas que trajeron una situación de aparente bonanza. Básicamente se dedicó al subsidio de productos desde el pan hasta la gasolina, pasando por materiales de construcción y demás. 

#### Lucha contra Sendero y el MRTA
En 1986 fue uno de los años más violentos de su presidencia: las Fuerzas Armadas sofocan una rebelión en un penal de Lima, en la que perdieron la vida cerca de 300 amotinados. La desmesurada represión tuvo mayor repercusión internacional por producirse en vísperas del XVII Congreso de la Internacional Socialista.
También se produce un escándalo al descubrirse que Víctor Polay Campos, antiguo miembro del Partido Aprista y entonces el máximo líder del MRTA, escapa de prisión junto a miembros de la cúpula de tal grupo terrorista. La construcción de un sofisticado túnel intensifica los rumores que señalan a miembros del partido de gobierno como autores de dicho escape.

#### Colapso económico y crisis política
Luego de superar, de 1985 a 1987, la enorme crisis económica que había dejado Belaúnde, se empezó a sufrir un estancamiento. La mayor demanda de la población no fue cubierta por la oferta debido a que no se produjeron inversiones privadas en infraestructura. Para detener la fuga de divisas de los empresarios, el presidente García anuncia en julio de 1987 la estatización de la banca, causando pánico en el sector financiero. El Movimiento Libertad salta a la palestra política como principal opositor a esta medida. 
Inmediatamente, Perú entra en una grave crisis económica que lleva a una hiperinflación histórica en este país (la cuarta más alta del mundo), al empobrecimiento de todos los sectores de la población, y al colapso de los servicios públicos. El sistema de subsidios generalizados e indiscriminados, así como la negación a pagar la deuda externa, le cerró las posibilidades al país de sobrellevar la malsana política económica de este gobierno.
García dimitió de la jefatura del APRA en el Congreso del Partido, sumándose a los rumores de renuncia anticipada o de golpe militar y a un estallido popular por la crisis de suministros y los grandes escándalos de corrupción de su gobierno.

### Fujimorato

#### Primer gobierno de Alberto Fujimori

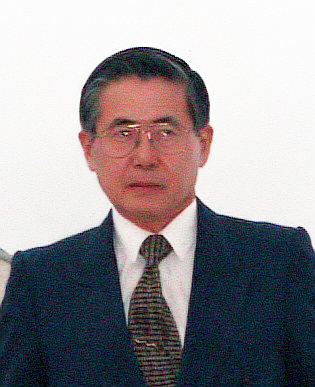
Alberto Fujimori, presidente del Perú (1990-2000).

En las elecciones de 1990, Alberto Fujimori derrota al candidato favorito, Mario Vargas Llosa. El oficialista Luis Alva Castro, a pesar de la gran impopularidad del gobierno, obtiene cerca del 20% del electorado, dándole al APRA importante presencia en el Parlamento. 
El 5 de abril de 1992, el presidente Fujimori cerró el Congreso de la República y mandó a las Fuerzas Armadas a las calles, fue intervenido el Poder Judicial por el Ejército, se persiguió a los opositores políticos y censuró a los medios de comunicación. A estos hechos se les conoce actualmente como «el autogolpe». A pesar de estas medidas, el presidente contó con el apoyo popular.
Después del autogolpe, se convoca a elecciones para un Congreso Constituyente Democrático el cual fue creada la Constitución de 1993, respaldada por la población a través de un referendo.
En septiembre de ese año, Abimael Guzmán, líder de la organización terrorista Sendero Luminoso, fue capturado en Lima. Este hecho fue un duro golpe para la organización la cual, al verse descabezada, rápidamente perdió capacidad para actuar.
Durante el gobierno de Fujimori, el Estado aplicó una serie de medidas económicas para detener la hiperinflación heredada del gobierno anterior. La política económica de Fujimori tenía una orientación de liberalismo económico que llevó al país a su recuperación económica. A estas medidas se conocieron como Fujishock, un antecedente del sistema neoliberal que implementó años posteriores.
Luego de la permisividad con la inversión extranjera, negoció la deuda externa que abrió la economía a la creciente globalización que se avizoraba entonces. Para 1994, el PBI del país se recuperó a los niveles previos a la crisis. La aplicación de las políticas liberales llevaba a la privatización de las empresas públicas (en ese entonces, totalmente ineficientes), que quedan en manos de transnacionales extranjeras, las cuales reciben numerosos beneficios como exenciones de impuestos y la supresión de muchas barreras legales a la inversión.
La apertura de las importaciones de manufacturas llevó a la reestructuración de las empresas peruanas para ser más competitivas en favor de los consumidores peruanos que habían estado bajo el yugo de los monopolios de empresas estatales. Aquellas que quisieron continuar con subsidios y monopolios desaparecieron gracias a la ley antimonopolio que se dictó. Esta situación lleva al resurgimiento de una clase media con capacidad de optar por la mediana y pequeña empresa que empezó a generar puestos de trabajo, además de las grandes empresas que absorbieron mano de obra calificada en vez de exportarla como lo fue durante 20 años.
La actividad sindical deja de tener sentido ante el resurgimiento de la economía, la generación de puestos de trabajo demostrado por la baja de la tasa de desempleo en el país y la pacificación del país,incluyendo la paz definitiva con Ecuador que causaba zozobra.

#### Segundo gobierno de Fujimori
Fujimori logra ser electo nuevamente presidente en las elecciones de 1995 por un apoyo del electorado peruano del 53 % frente a un 14 % del candidato opositor, el exsecretario general de las Naciones Unidas, Javier Pérez de Cuéllar. Un conflicto con Ecuador y fin a las hostilidades para firmar un tratado de paz definitivo, la crisis de la embajada japonesa por parte del MRTA que atrajo la atención del mundo entero, y la continuación de las políticas económicas del gobierno anterior, marcaron este segundo período.
En 2000, Fujimori toma la controvertida decisión de postular para un tercer mandato. Tras una campaña empañada con acusaciones de fraude electoral, Fujimori vence en segunda vuelta a su más cercano contendor, Alejandro Toledo en vista del retiro de la segunda vuelta por este (nunca oficializada ante el Jurado Nacional de Elecciones), ya que consideraba que las elecciones habían sido fraudulentas.

## Caída del fujimorato y el gobierno de transición
A pesar de la victoria electoral de Fujimori, los opositores la consideran inválida y afirmaban la existencia de un fraude electoral. Es por eso que se convoca para el 28 de julio de ese año, la Marcha de los Cuatro Suyos, una gran manifestación que pretendía mostrar el rechazo de la población al gobierno de Fujimori. La manifestación fue multitudinaria, pero grupos ligados al gobierno instruidos por uno de los personajes de la llamada cleptocracia, Vladimiro Montesinos, pide la ejecución de una campaña de destrucción anónima de un local del Banco de la Nación y la muerte de seis personas. 
Es a través de un video difundido el 14 de septiembre que se comprueba la existencia de una vasta red de corrupción en el gobierno, encabezada por Vladimiro Montesinos. Esta situación lleva a la huida de Montesinos y a la proclamación por parte de Fujimori de recortar su mandato presidencial y convocar nuevas elecciones en las que él no sería candidato. El primero huye en una embarcación facilitada por el empresario Dionisio Romero hacia Panamá (yendo luego hacia Venezuela), mientras que el segundo aprovecha un viaje oficial para renunciar a la presidencia desde Japón. 
La oposición procede a destituir a la entonces Presidenta del Congreso, Martha Hildebrandt, reemplazándola con Valentín Paniagua. Tras un largo debate, el Congreso decide no aceptar la renuncia y lo destituye por mayoría simple. Tras la renuncia de los dos vicepresidentes, y de acorde a lo establecido por la constitución, Valentín Paniagua es nombrado presidente interino para terminar el mandato de Alberto Fujimori.
Paniagua, una vez en el poder, procede a depurar el sistema electoral e investigar la corrupción en el gobierno anterior. También se crea la Comisión de la Verdad y de la Reconciliación, para esclarecer los hechos de violencia durante la guerra contra Sendero Luminoso. En las elecciones del 2001, Alejandro Toledo es electo tras derrotar en segunda vuelta a Alan García.
| Predecesor: Reformismo militar radical | Historia republicana del Perú 1980 - 2000 | Sucesor: República Empresarial |